# Municipio de Farmer (condado de Wabaunsee)
El municipio de Farmer (en inglés: Farmer Township) es un municipio ubicado en el condado de Wabaunsee en el estado estadounidense de Kansas. En el año 2010 tenía una población de 100 habitantes y una densidad poblacional de 0,58 personas por km².

## Geografía
El municipio de Farmer se encuentra ubicado en las coordenadas 38°55′56″N 96°18′35″O / 38.93222, -96.30972. Según la Oficina del Censo de los Estados Unidos, el municipio tiene una superficie total de 171.75 km², de la cual 171,34 km² corresponden a tierra firme y (0,24 %) 0,41 km² es agua.

## Demografía
Según el censo de 2010, había 100 personas residiendo en el municipio de Farmer. La densidad de población era de 0,58 hab./km². De los 100 habitantes, el municipio de Farmer estaba compuesto por el 98 % blancos y el 2 % eran de una mezcla de razas. Del total de la población el 3 % eran hispanos o latinos de cualquier raza.